# Batalha de Carbala
A Batalha de Carbala ou Querbela (em árabe: :كربلاء; romaniz.: Karbala, Kerbala ou Kerbela) ocorreu em 10 de outubro de 680 em Carbala, no atual Iraque, entre um pequeno grupo de partidários e parentes do neto de Maomé, Huceine ibne Ali, e um destacamento militar maior das forças do califa omíada Iázide I. Huceine se dirigia para Cufa, onde tinha sido convidado. O grupo que o acompanhava foi atacado perto da cidade de Carbala, matando a maioria dos homens e o próprio Huceine.
A maioria dos xiitas considera o aniversário da batalha um dia de luto sagrado e nessa data ritualmente recriam a morte de Huceine ibne Ali. Os seus restos jazem em Carbala, considerado pelos crentes como um local de grande santidade.